# Moskalik (wiersz)
Moskalik – krótki, rymowany i dowcipny wierszyk, będący parodią fragmentu Poloneza Kościuszki, napisanego przez Rajnolda Suchodolskiego w 1831 roku:
Kto powiedział, że Moskale
Są to bracia nas Lechitów,
Temu pierwszy w łeb wypalę
Przed kościołem Karmelitów.
W dwóch pierwszych wersach, zaczynając od sformułowania Kto powiedział, że ... lub podobnego, umieszcza się jakąś opinię, najczęściej zawierającą w sobie nazwę narodu czy plemienia. W trzeciej – groźbę dla tego, kto będzie ją wygłaszał i w czwartej – miejsce, gdzie zostanie ona zrealizowana (zazwyczaj jest to kościół albo inny budynek kościelny). Układ rymów – abab.
Pomysł tworzenia takich wierszyków narodził się w latach 50. XX wieku. Wisława Szymborska pisała, że pierwszy wierszyk ułożyła ona albo poeta Adam Włodek (jej mąż). Nazwa moskaliki miała powstać w korespondencji między Michałem Rusinkiem – sekretarzem Szymborskiej a Joanną Szczęsną z „Gazety Wyborczej”. Po raz pierwszy informacje o moskalikach opublikowano w „Magazynie” dołączanym do „Gazety Wyborczej”, tam też później wydrukowano cykl wierszyków autorstwa Szymborskiej, Stanisława Barańczaka, Michała Rusinka, Mikołaja Szymańskiego i Probierczyka, co spopularyzowało pisanie moskalików zarówno wśród czytelników, jak i innych poetów. Oprócz wymienionych autorów pisali je m.in. Edward Balcerzan, Stanisław Balbus, Urszula Kozioł, Mariusz Parlicki. W 2003 roku ukazała się książka Wisławy Szymborskiej Rymowanki dla dużych dzieci, która obok limeryków i innych nowych form literackich (m.in. lepiejów, odwódek i altruików), zawiera także zbiór kilkunastu moskalików Szymborskiej.